# Quintette pour piano et cordes de Štěpán
Le Quintette pour cordes et piano, op. 5, est une œuvre de musique de chambre pour violons, alto, violoncelle et piano de Václav Štěpán composée en 1912.

## Composition
Václav Štěpán compose son quintette pour cordes et piano en 1912, alors qu'il est l'élève de Blanche Selva.

## Structure
L'œuvre se compose de trois mouvements :
1. Radost a Hra (Joie et Jeu)
2. Bolest a Touha (Douleur et Désir)
3. Boj a Radost (Lutte et Joie)

## Réception
L'œuvre est jouée en février 1920 à la salle Gaveau par le Quatuor tchèque, composé de Karel Hoffmann, Josef Suk, Jiří Herold (cs) et Hanuš Wihan. La partie de piano était tenue par Blanche Selva.